# Живопис жорстких країв
Живопис жорстких країв (англ. Hard-edge) – це живопис, в якому спостерігаються різкі переходи між кольоровими ділянками. Кольорові області часто мають один незмінний колір. Стиль малювання Hard-edge пов’язаний з геометричною абстракцією, оп-артом, постживописною абстракцією та живописом кольорового поля.

## Історія
Термін був введений письменником, виставковим куратором і мистецтвознавцем з Los Angeles Times Джулсом Ленгснером разом з Пітером Зелцем у 1959 році  для опису робіт каліфорнійських художників, які, реагуючи на більш живописні чи жестові форми абстрактний експресіонізм прийняв свідомо імпресивне нанесення фарби та окреслив ділянки кольору з особливою різкістю та ясністю. Цей підхід до абстрактного живопису набув поширення в 1960-х роках, хоч його творчим осередком була Каліфорнія.
Інші, більш ранні, рухи або стилі також містили характерні ознаки цього стилю, наприклад, прецизіоністи також демонстрували деякі ознаки у своїх роботах. Жорсткі краї можна асоціювати з однією чи декількома школами живопису, але це також загальний  термін, оскільки ці якості можна знайти в багатьох стилях живопису. Живопис жорстких країв може показувати чіткі образи, так і більш абстрактним.
Наприкінці 1950-х років Лангснер і Пітер Зелц, тоді професор Клермонтського коледжу, помітили спільний зв’язок між останніми роботами Джона Маклафліна (1898–1976), Лорсера Фейтельсона (1898–1978), Карла Бенджаміна (1925–2012), Фредерік Хаммерслі (1919–2009) і дружини Фейтельсона Хелен Лундеберг (1908–1999). Група із семи осіб зібралася вдома у Фейтельсонів, щоб обговорити групову виставку цього стилю живопису. Кураторована Лангснером виставка «Чотири абстрактні класицисти» (англ. Four Abstract Classicists) була відкрита в Музеї мистецтв Сан-Франциско в 1959 році, а потім відправилась в Музей мистецтв округу Лос-Анджелес у Експозиційному парку. Хелен Лундеберг не була включена до експозиції.  Ці художники були представлені на пересувній виставці 2008 року під назвою «Народження крутого» (англ. The Birth of the Cool) в каліфорнійських музеях разом із дизайном, музикою та кіно середини століття.

### Виставка
«Чотири абстрактні класицисти» британський арт-критик і куратор Ловренс Алловей назвав  «Каліфорнійський жорсткий край» під час показів у Англії та Ірландії. Термін набув більш широкого вжитку після того, як Алловей використовував його для опису сучасного американського геометричного абстрактного живопису, який демонструє «економію форми», «повноту кольору», «охайність поверхні» та незв’язане розташування форм на полотні.
У 1964 році в галереї Pavilion у Бальбоа, штат Каліфорнія (також відомій як павільйон Ньюпорта) відбулася друга велика виставка, куратором якої був Жюль Ленґснер, у співпраці з галереями Ankrum, Esther Robles Gallery, Felix Landau Gallery, Ferus Gallery і Галереєю спадщини Лос-Анджелеса. Це називалося просто "каліфорнійським живописом жорстких країв". У цьому шоу брали участь Флоренс Арнольд, Джон Барбур, Ларрі Белл, Карл Бенджамін, Джон Копланс, Лорсер Фейтельсон, Фредерік Гаммерслі, Джун Гарвуд, Гелен Ландеберґ, Джон Маклафлін і Дороті Волдман.
У 2000 році Тобі К. Мосс курувала виставку «Чотири абстрактні класицисти плюс один» у своїй галереї в Лос-Анджелесі. На виставці знову були представлені Джон Маклафлін, Фейтельсон, Гаммерслі та Бенджамін, а Лундеберґ став п’ятим з оригінальних "hard-edge" художників. У 2003 році Louis Stern Fine Arts показав ретроспективну виставку Лорсера Фейтельсона під назвою «Лорсер Фейтельсон і відкриття живопису жорстких країв, 1945–1965». Того ж року NOHO MODERN показали роботи Джун Гарвуд на виставці під назвою «Джун Гарвуд: ревізія живопису жорстких країв, 1959–1969». Мистецтвознавець Дейв Гікі утвердив місце цих 6 художників у: Лос-Анджелеській школі: Карл Бенджамін, Лорсер Фейтельсон, Фредерік Гаммерслі, Джун Гарвуд, Хелен Лундеберґ і Джон Маклафлін. Виставка проходила в галереї Бена Мальца Інституту мистецтв Отіса в Лос-Анджелесі в 2004-2005 роках.

## Стиль
Цей стиль жорсткої геометричної абстракції нагадує попередні роботи Казимира Малевича, Василя Кандинського, Тео ван Дусбурґа та Піта Мондріана. Серед інших митців, пов’язаних із малюванням жорстких країв, є Герб Аах, Йозеф Альберс, Річард Анушкевич, Макс Білл, Ілля Болотовский, Герберт Буземанн, Ральф Коберн, Нассос Дафніс, Рональд Девіс, Джин Девіс, Робін Денні, Говард Мерінґ, Бурґойн Діллер, Бурхан Доґанкай., Джон Феррен, Пітер Галлі, Ел Гелд, Роберт Індіана, Елсворт Келлі, Джек Янґенерман, Ґюнтер К. Кірхберґер, Олександр Ліберман, Агнес Мартін, Джордж Л. К. Морріс, Кеннет Ноланд, Ад Рейнгардт, Дебора Ремінґтон, Бріджит Райлі, Людвіг Сандер, Девід Сімпсон, Леон Полк Сміт, Джуліан Станчак, Джеффрі Стіл, Френк Стелла, Майрон Стаут, Лео Валледор, Віктор Вазарелі, Чарміон фон Віґанд, Ніл Вільямс, Джон Стефан, Ларрі Зокс, Міно Ардженто та Барбро Остлін .

## Зовнішні посилання
- Колекція Ґуґґенгайма онлайн
- Жорсткий живопис - Огляд мистецького напрямку та стилю на Art Story Foundation
- Британський художник Робін Денні